# دورنو
دورنو (به ایتالیایی: Dorno) یک کومونه در ایتالیا است که در استان پاویا واقع شده‌است.

## خصوصیات
دورنو ۳۰٫۶ کیلومترمربع مساحت و ۴٬۴۱۵ نفر جمعیت دارد.